# George Russell (automobilista)
George William Russell (King's Lynn, 15 de fevereiro de 1998) é um automobilista britânico, atualmente compete na Fórmula 1 pela equipe Mercedes.
Russell começou no kart em 2006 e em 2014 estreou em corridas de monoposto. Ainda em 2014 venceu a Fórmula 4 BRDC. Posteriormente também foi campeão da temporada de 2017 da GP3 e da temporada de 2018 da Fórmula 2, tendo conquistado ambos os títulos pela equipe ART Grand Prix. Além disso, atuou em outras categorias de base, bem como a Fórmula Renault 2.0 Alpes, a Eurocopa de Fórmula Renault, a Fórmula 3 Europeia, entre outras. No início de 2017, Russell ingressou no programa de jovens pilotos da equipe Mercedes na Fórmula 1. Em outubro de 2018, anunciou ter assinado um contrato para pilotar pela equipe Williams a partir da temporada de 2019. No dia 7 de setembro de 2021, foi oficialmente anunciado como piloto da equipe Mercedes a partir da temporada de 2022.

## Carreira em categorias de base

### Cartismo
Russell começou no kart em 2006 e progrediu para a classe de cadetes em 2009, tornando-se campeão da MSA British e campeão do British Open. Em 2010 mudou-se para a categoria Rotax Mini Max, onde se tornou o campeão britânico Super One, campeão britânico de Formula Kart Stars e também ganhou o Grande Prêmio da Inglaterra de Kartmasters. Russell graduou-se na classe KF3 em 2011, ganhando o título SKUSA Supernationals e se tornando campeão europeu CIK-FIA, um título que defendeu com sucesso em 2012. No seu último ano de karting em 2013, Russell terminou em 19º no Campeonato do Mundo KF1 CIK-FIA.

### Fórmula Renault 2.0 Alpes
Em 2014, Russell fez sua estreia em corridas de monoposto, competindo no campeonato de Fórmula Renault 2.0 Alpes. Ele assinou originalmente para correr pela Prema Powerteam, antes de fazer uma mudança de última hora para Koiranen GP. Apesar de ter perdido uma rodada por doença, ele terminou em quarto lugar no campeonato, conquistando um único pódio no Red Bull Ring.
Russell também disputou duas rodadas da Eurocopa de Fórmula Renault 2.0. Ele participou da rodada de Moscou com Koiranen GP antes de mudar para a Tech 1 Racing para a rodada final da temporada em Jerez. Correndo como convidado, ele venceu a última corrida da temporada após largar da pole position.

### Fórmula 4
Em 2014, Russell também competiu na BRDC Fórmula 4 (atual GB3) com o equipe campeã Lanan Racing. Ele entrou na corrida final da temporada em Snetterton em uma batalha pelo título com o companheiro de equipe Arjun Maini e a dupla da HHC Motorsport Sennan Fielding e Raoul Hyman. Depois de largar da pole position, Russell venceu a corrida, a quinta da temporada, para garantir o título por apenas três pontos de distância para Maini.
Como prêmio por vencer a BRDC F4, Russell testou um carro de GP3 com a Arden Motorsport no Circuito de Yas Marina em Abu Dhabi. Em dezembro de 2014, Russell tornou-se o mais jovem vencedor do prestigioso prêmio McLaren Autosport BRDC, batendo os outros finalistas Alexander Albon, Ben Barnicoat, Sennan Fielding, Seb Morris e Harrison Scott para ganhar um prêmio em dinheiro de £ 100.000, filiação ao British Racing Drivers' Club e um teste de Fórmula 1 com a McLaren.
Em fevereiro de 2015, Russell foi anunciado como um dos doze pilotos selecionados para ingressar no programa SuperStars do British Racing Drivers' Club, o mais jovem recruta de todos os tempos.

### Campeonato Europeu de Fórmula 3 da FIA

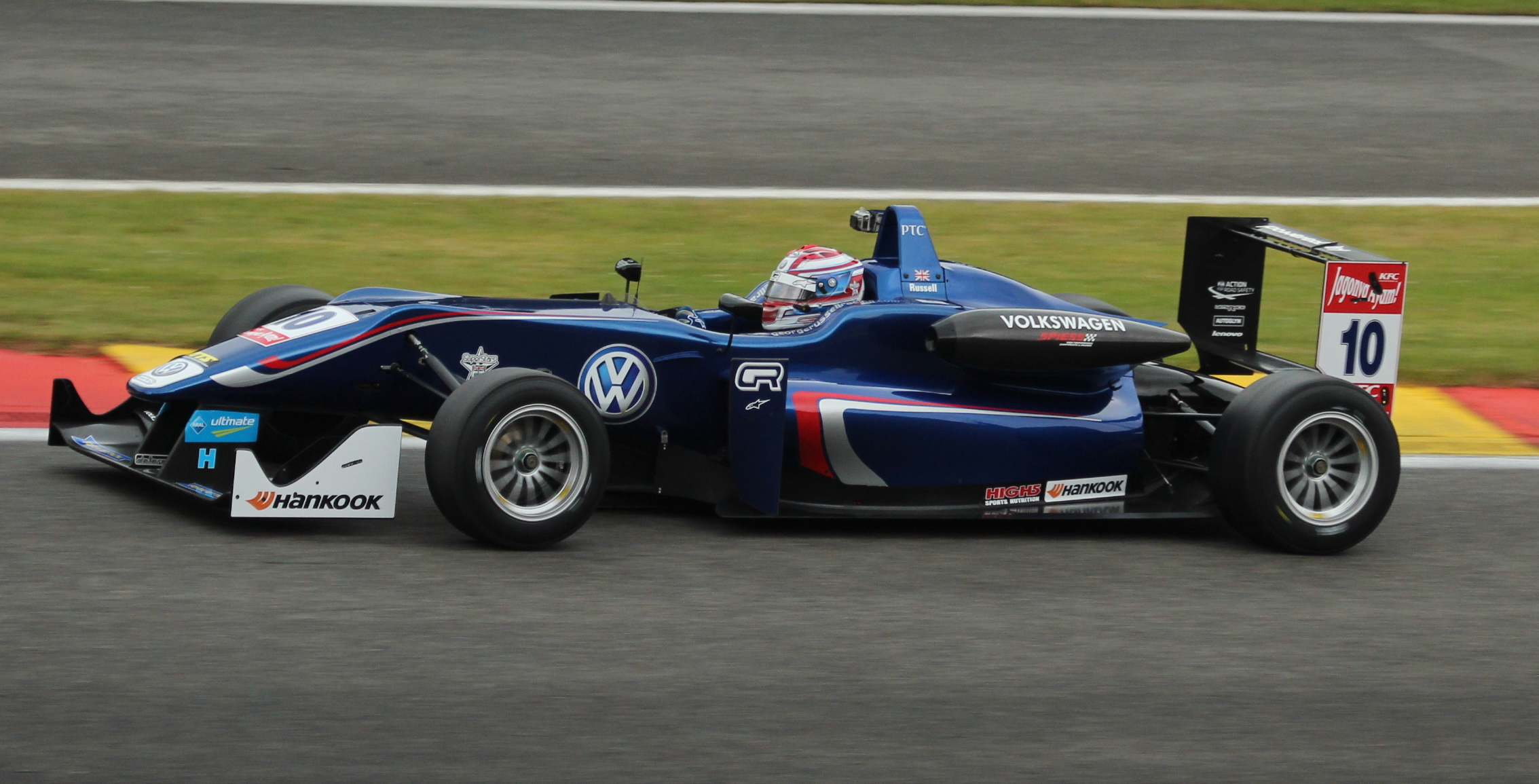
Russell correndo em Spa durante o Campeonato Europeu de Fórmula 3 da FIA de 2015.

Russell escalonou para a Fórmula 3 em 2015, competindo no Campeonato Europeu de Fórmula 3 da FIA com a Carlin. Ele conquistou sua primeira vitória na corrida de abertura da temporada em Silverstone, terminando à frente do também estreante Charles Leclerc e Antonio Giovinazzi na segunda corrida do fim de semana. Ele conseguiu mais dois lugares no pódio em Spa-Francorchamps e em Norisring para terminar em sexto no campeonato. Ele também terminou como vice-campeão atrás de Leclerc na classificação do campeonato de estreantes.
Em setembro de 2015, Russell participou do evento extracampeonato Masters of Formula 3 realizado em Zandvoort. Depois de terminar em quarto na corrida de qualificação, ele terminou em segundo atrás do companheiro de equipe Antonio Giovinazzi na corrida principal. Russell também estava escalado para competir no Grande Prémio de Macau com a Carlin, porém, pouco antes do evento, foi substituído pelo piloto japonês Yu Kanamaru da Eurofórmula Open.
Russell mudou para a Hitech GP na temporada de 2016, quando marcou duas vitórias e terminou em terceiro na classificação, 56 pontos atrás do vice Maximilian Günther e com quase a metade da pontuação de Lance Stroll, campeão da temporada. Mas Russell acusou abertamente a equipe de Stroll, a Prema, de ter feito jogos de equipe para favorecer o canadense, o que na visão de Russell, estava "arruinando" a reputação da F3 Europeia.

### GP3 Series

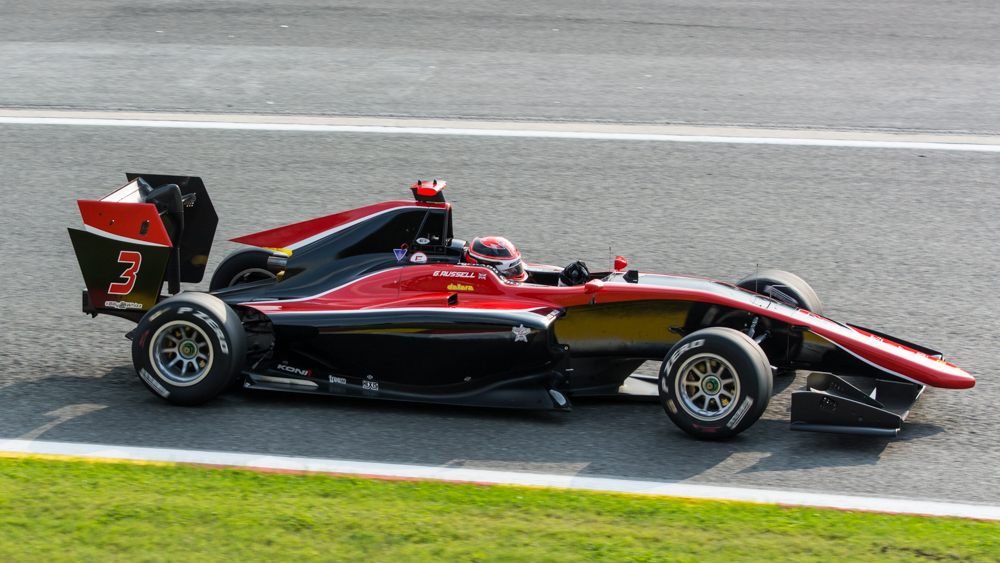
Russell em Spa durante a temporada da GP3 Series de 2017.

Russell assinou com o ART Grand Prix para a temporada 2017 da GP3 Series. Ele já havia dirigido pela equipe no teste de pós-temporada em Yas Marina em novembro de 2016.
O britânico fez um sólido início de temporada no Circuito de Barcelona-Catalunha, onde terminou o fim de semana de rodada dupla com 4.ª e 5.ª colocações. A próxima corrida no Red Bull Ring viu-o conquistar a sua primeira pole position e vitória na GP3 Series. Em sua “corrida em casa”, em Silverstone, o britânico marcou novamente a pole position posteriormente convertendo esta em mais uma vitória na primeira corrida do fim-de-semana e obtendo a 4ª posição na segunda corrida, assumindo assim a liderança do campeonato.
Seguiu-se um desempenho dominante em Spa-Francorchamps, que viu Russell construir a sua vantagem de liderança no campeonato, após obter uma vitória e uma 2.ª posição nas duas corridas, ao lado da pole position e da volta mais rápida em ambas as corridas. A próxima rodada foi realizada em Monza onde a primeira corrida da GP3 foi adiada para a manhã de domingo e a segunda foi cancelada devido aos atrasos durante a qualificação de Fórmula 1 causados por más condições meteorológicas. Russell venceu uma batalha com seus companheiros de equipe do ART Grand Prix, Jack Aitken e Anthoine Hubert, para selar sua quarta vitória da temporada.
O britânico conquistou quatro vitórias, três poles e mais cinco pódios que o colocaram em posição de conquistar o título em Jerez, com uma rodada completa do campeonato ainda pela frente em Yas Marina. Russell venceu o título da GP3 Series 2017 após obter a 4.ª posição na segunda corrida, dando-lhe uma liderança imbatível na classificação do campeonato.

### Fórmula 2

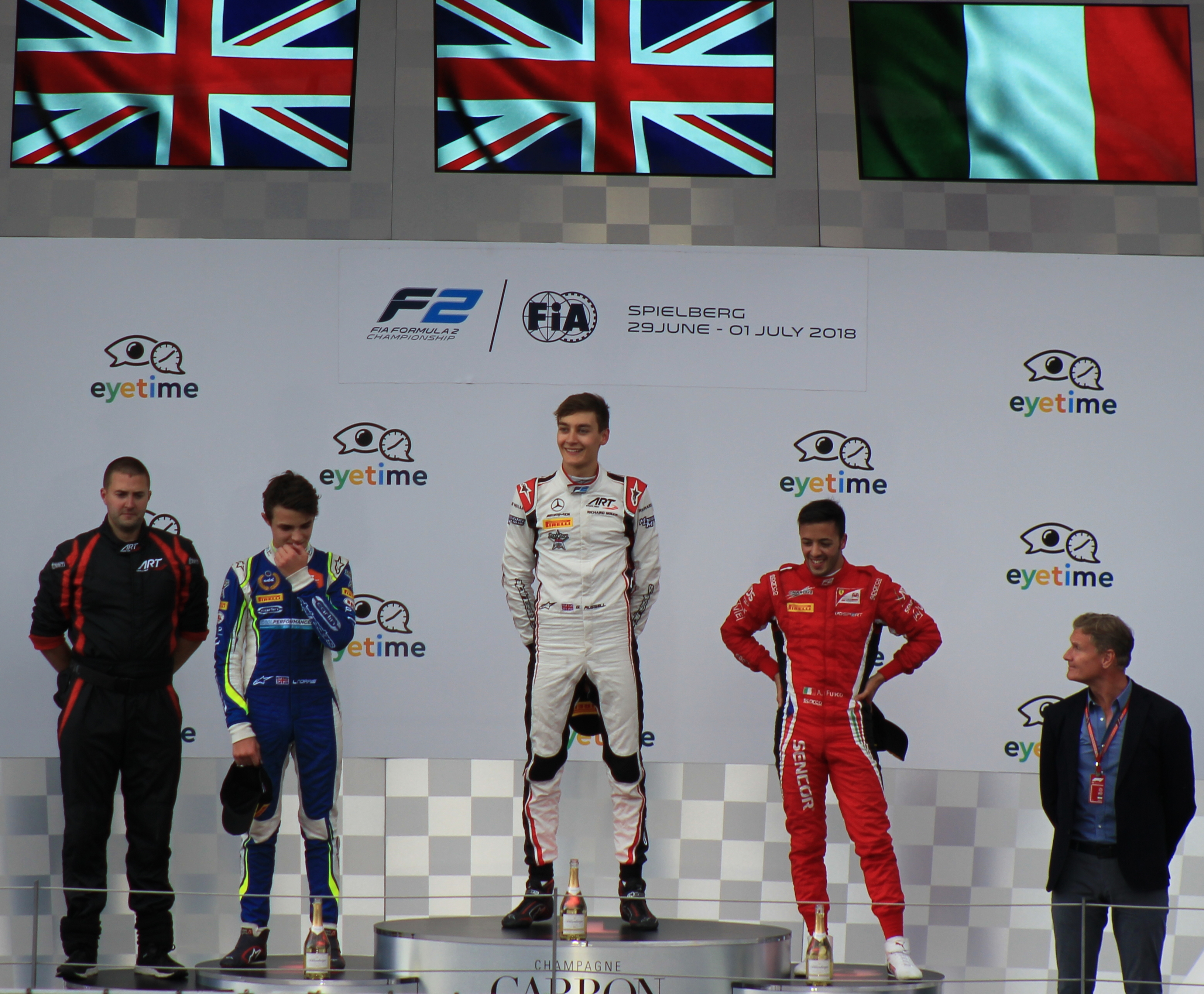
Russell no pódio após vencer a corrida em Spielberg pelo Campeonato de Fórmula 2 de 2018.

Em janeiro de 2018, Russell foi confirmado como piloto do ART Grand Prix para o Campeonato de Fórmula 2 do mesmo ano, que veria o novo Dallara F2 2018 fazer sua estreia no calendário de 12 corridas em expansão. Ele também foi confirmado como piloto reserva da Mercedes, dividindo as funções com Pascal Wehrlein no mês seguinte.
Russell se classificou na segunda posição na estreia no Barém, terminando em 5.º na primeira rodada do campeonato. Na segunda rodada, em Bacu, Russell conseguiu um 3.º no treino classificatório para o grid de largada, liderou a maior parte da corrida longa antes de um carro de segurança causar confusão na relargada, perdendo assim a primeira vitória na categoria. Ele terminou um minuto atrás do vencedor em um frustrado 12.º lugar. Na corrida curta, Russell largou da 12.ª posição marcou a volta mais rápida, escalou o pelotão e venceu a prova. O britânico conquistou sua segunda vitória da temporada em Barcelona, após vencer em um duelo com Nyck de Vries, conquistando sua primeira vitória em uma corrida longa da temporada. Ele seguiu com o 4.º lugar na corrida curta e subiu para o 2.º lugar na classificação do campeonato.

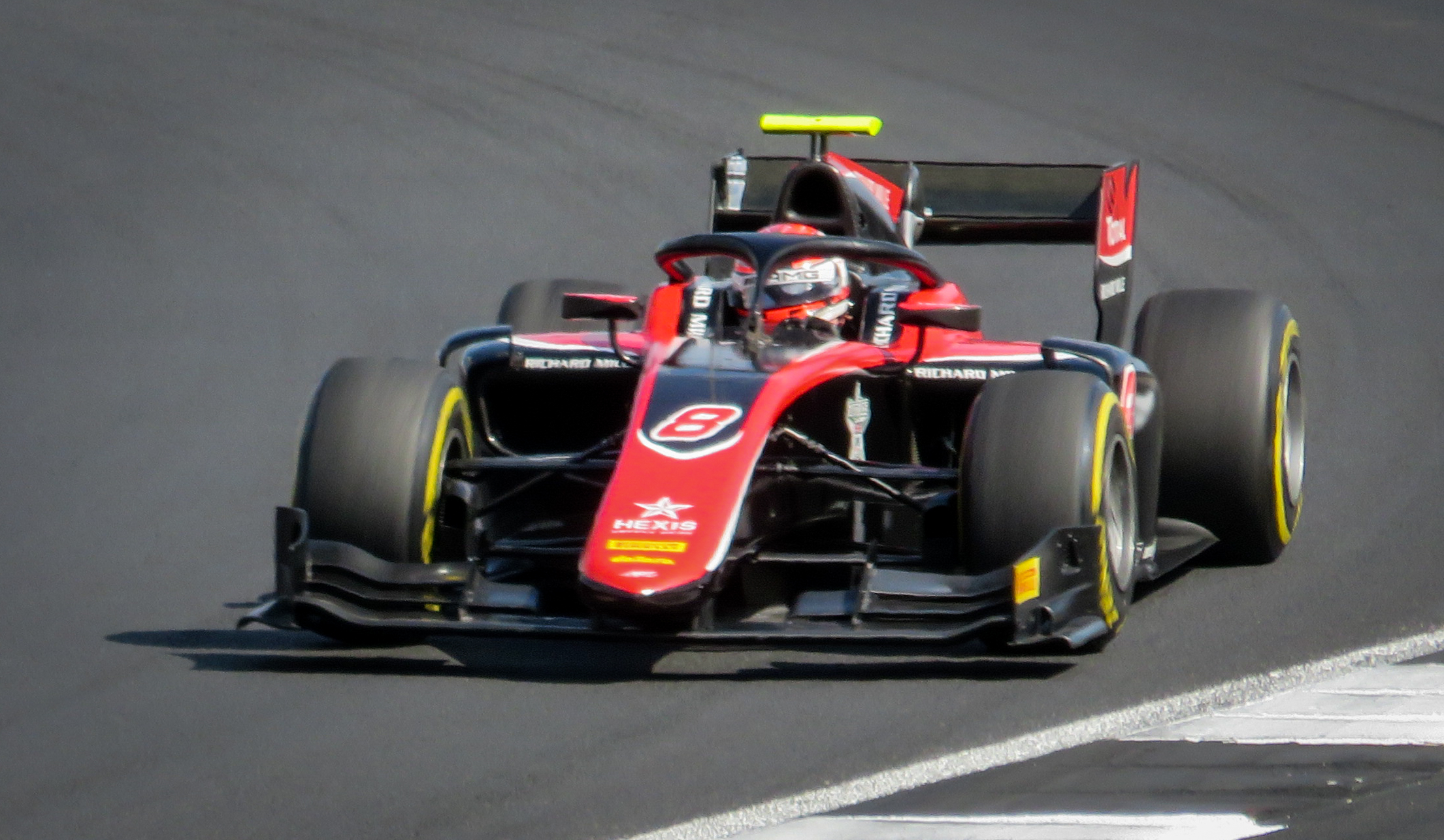
Russell guiando o carro da ART em Silverstone em 2018

Em Monte Carlo, Russell teve uma falha de motor nos treinos livres que limitou severamente sua corrida. O piloto ficou em desvantagem, qualificando-se na 16.ª posição e terminando duas corridas fora dos pontos. Porém, ele rebateu na França em Le Castellet, conquistando sua primeira pole position na Fórmula 2. Ele liderou uma corrida desafiadora, com pisos molhado e seco durante a prova, e conquistou sua terceira vitória da temporada e do campeonato. Mais tarde, ele consagrou-se campeão da Fórmula 2 ao conquistar sua sétima vitória do ano na corrida longa de Abu Dhabi, depois de uma grande luta com o também britânico Lando Norris. Russell largou da pole position precisando apenas do oitavo para assegurar o título.

## Carreira na Fórmula 1
No início de 2017, Russell ingressou na Mercedes-AMG Petronas como parte de seu programa de jovens pilotos. Foi anunciado que o piloto participaria dos testes em Budapeste nos dias 1 e 2 de agosto, no fim de semana seguinte ao Grande Prêmio da Hungria. Em novembro do mesmo ano, foi anunciado que Russell faria sua estreia nos treinos livres de Fórmula 1 no Grande Prêmio do Brasil dirigindo na primeira sessão de treinos da Force India. Posteriormente, foi anunciado que ele também iria pilotar com eles na primeira sessão de treinos para o Grande Prêmio de Abu Dhabi.
Russell foi anunciado como um dos Pilotos de Teste de Pneus da Pirelli para a Force India no teste pós-Grande Prêmio da Espanha em maio de 2018. Ele completou 123 voltas para a equipe no teste, a primeira em um carro de Fórmula 1 com especificações de 2018.

### Williams (2019—2021)

#### Temporada 2019

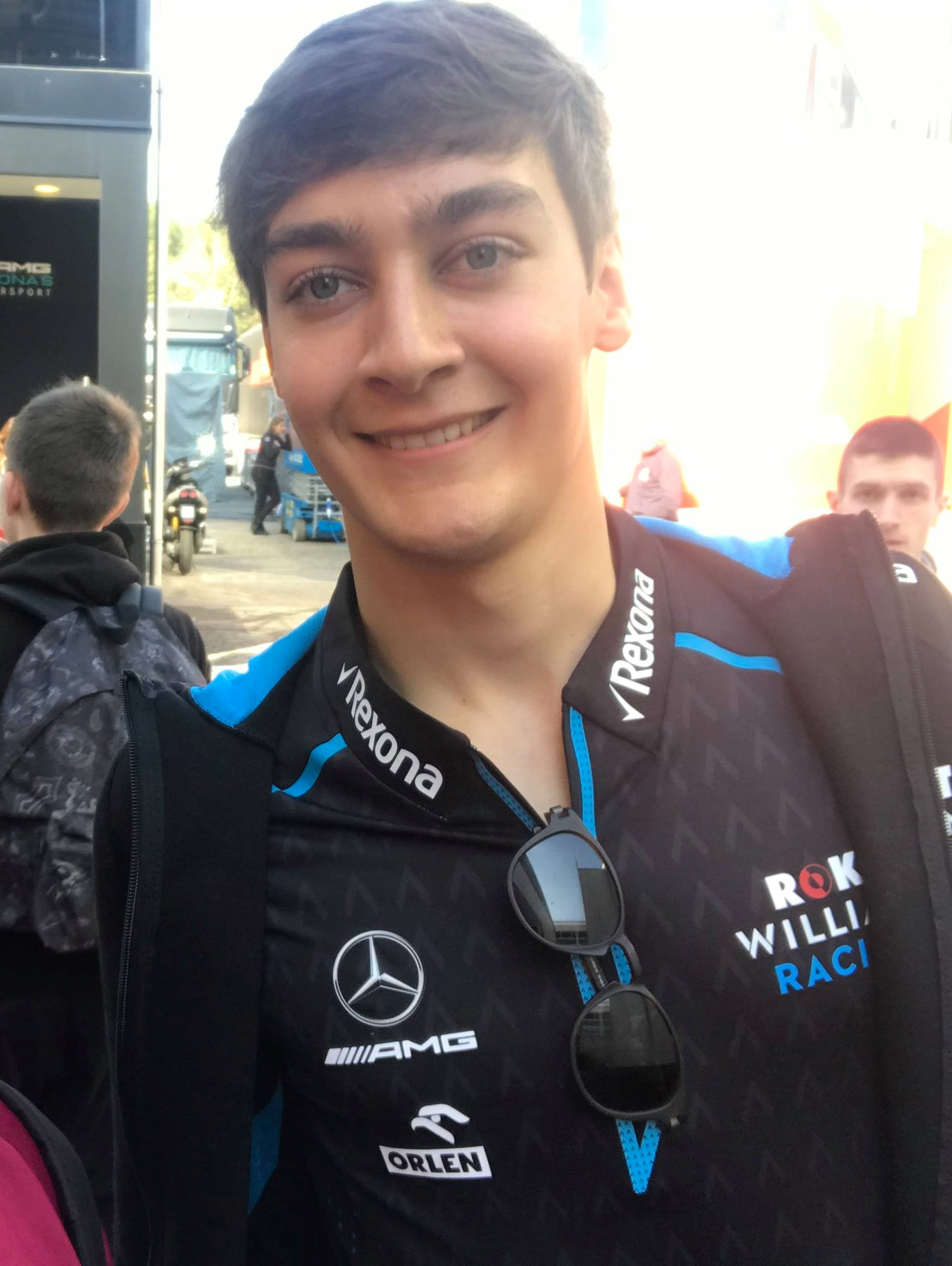
Russell durante os testes de pré-temporada em Barcelona em 2019

Em 12 de outubro de 2018, foi anunciado que Russell havia assinado um contrato de vários anos para pilotar pela equipe Williams, sendo parceiro de Robert Kubica para a temporada de 2019. A equipe sofreu durante a temporada, com o Williams FW42 sendo o carro mais lento do pelotão. Como resultado, a competição de Russell durante as corridas costumava ser apenas seu companheiro de equipe. Já durante o Grande Prêmio da Austrália, etapa de abertura da temporada, o piloto britânico afirmou que a “Williams descobriu falha fundamental” no carro daquele ano e que a solução do problema poderia levar meses.

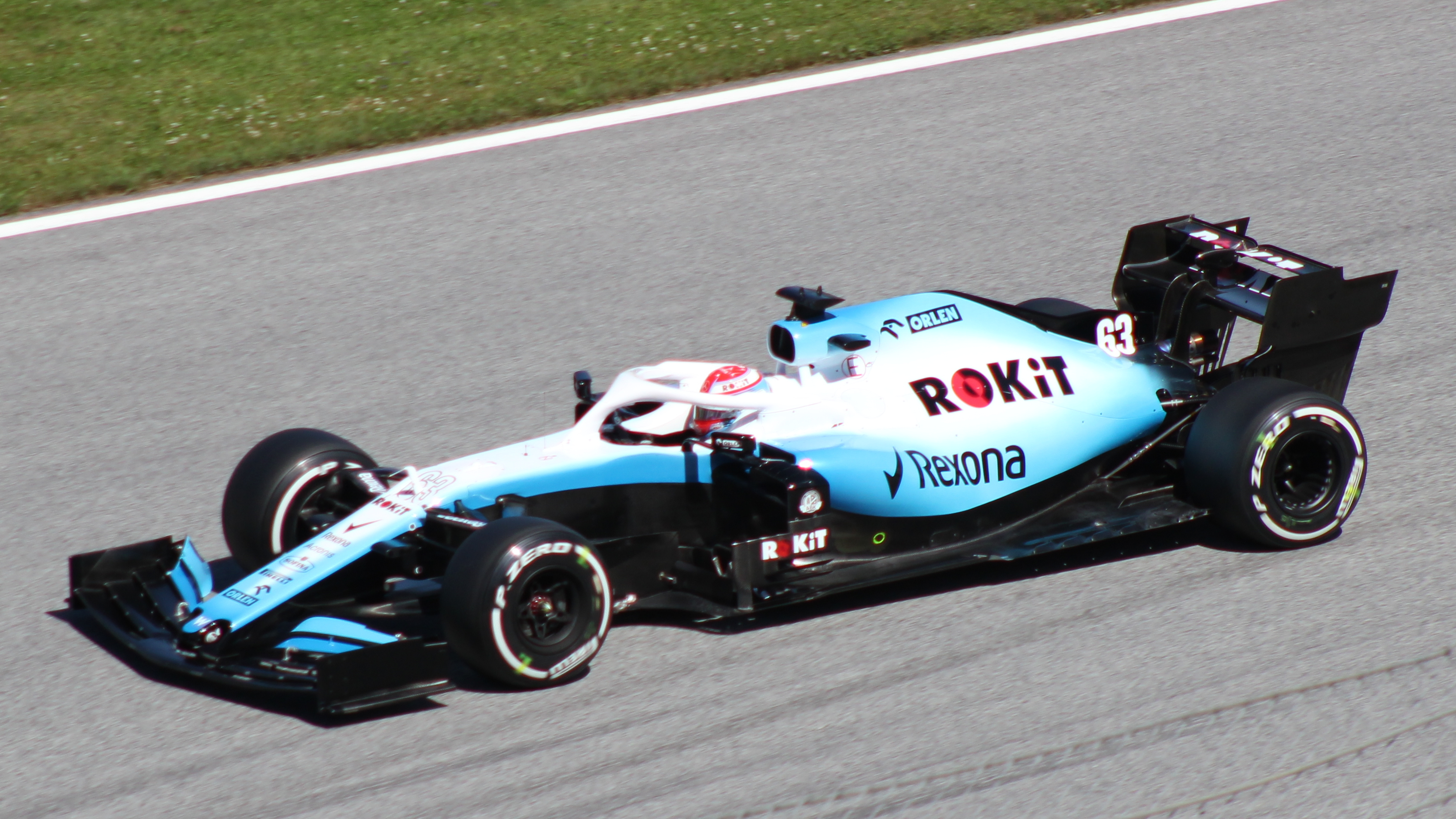
Russell durante o Grande Prêmio da Áustria de 2019.

O primeiro abandono de sua carreira na Fórmula 1 veio em Singapura, quando ele foi atingido pelo carro de Romain Grosjean durante uma tentativa de ultrapassagem do piloto da Haas, jogando Russell em uma parede. Russell culpou Grosjean pelo acidente, porém, após investigação, os comissários consideraram que nenhum dos pilotos era “totalmente” culpado e nenhum deles foi punido. Ele então abandonou novamente logo na corrida seguinte, realizada na Rússia, após sofrer um problema em um dispositivo de retenção de porca de um de suas rodas. O caótico Grande Prêmio do Brasil proporcionou uma das poucas oportunidades da temporada de estreia de Russell de competir com outros carros, onde ele terminou em 13.º lugar, apenas 1,5 segundos atrás de uma posição de pontuação. Porém, o alemão Nico Hülkenberg, que havia completado a prova na 11.ª colocação, recebeu uma penalidade de 5 segundo por ultrapassar Kevin Magnussen enquanto o carro de segurança estava na pista, caindo de 11.º para o 15.º lugar a dando a Russell a 12.ª posição.
Russell terminou a temporada em 20.º lugar no campeonato, sendo o único piloto a não pontuar.

#### Temporada 2020
Russell continuou guiando pela Williams em 2020, dessa vez tendo companheiro de escuderia o canadense Nicholas Latifi, vice-campeão da Fórmula 2 em 2019. Ele abandonou a corrida de abertura na Áustria devido à perda de pressão do combustível. No Grande Prêmio da Estíria, Russell começou a corrida em 11.º após um treino classificatório em pista molhada, batendo sua anterior melhor qualificação de 14.º. Entretanto, ele cometeu um erro já no início da prova: uma espada de pista o levou para cascalho e fez com que ele caísse no final do pelotão, acabando efetivamente com suas chances de pontuar. Russell terminou em 16.º com os dois pilotos da Williams lutando pelo ritmo de corrida.

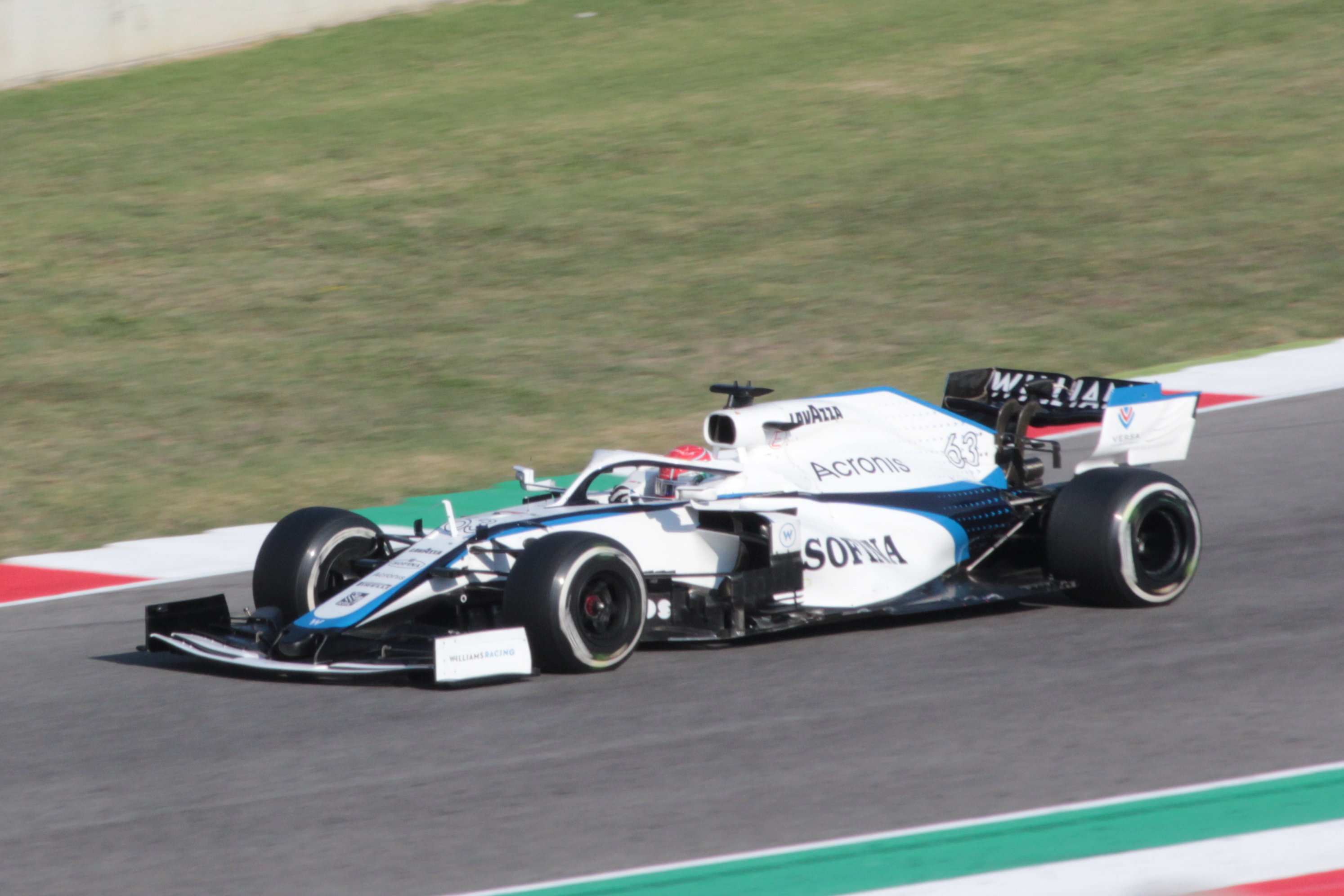
Russell durante o Grande Prêmio da Toscana de 2020.

Russell abandonou o Grande Prêmio da Bélgica de 2020 depois que uma roda solta do carro de Antonio Giovinazzi, bateu nas barreiras externas, atingiu sua Williams. No Grande Prêmio da Toscana, Russell largou em 18.º, mas chegou a correr entre posições de pontuação durante a maior parte da corrida auxiliado por uma taxa de abrasão maior do que o normal. Ele correu em nono lugar antes da segunda bandeira vermelha da prova, entretanto teve uma relargada ruim, caindo para 12.º e último. Apesar de ultrapassar Romain Grosjean, acabou por não conseguir avançar nas posições, terminando em 11.º. No Grande Prêmio da Rússia, Russell se classificou em 14.º lugar, marcando sua sexta participação no Q2 da temporada. Apesar disso, ele terminou a prova na última posição e posteriormente admitiu que cometeu “muitos erros” durante a corrida. Russell figurava na zona de pontuação do Grande Prêmio da Emília-Romanha nas voltas finais da prova, contudo abandonou após cometer um erro e bater sozinho com o carro de segurança na pista.
Substituição na Mercedes
Russell guiou pela Mercedes no Grande Prêmio de Sakhir, no Barém, substituindo o compatriota Lewis Hamilton que havia testado positivo para COVID-19. Russell afirmou na coletiva de imprensa pré-evento que não sentia “nenhuma pressão”, mesmo com a expectativa do chefe da equipe Mercedes, Toto Wolff, de que o carro terminasse entre os cinco primeiros. Russell classificou-se em segundo para o grid de largada da corrida, perdendo a pole position para o companheiro de equipe Valtteri Bottas por apenas 26 milissegundos. Russell assumiu o controle desde o início da corrida e liderou a maior parte da prova, mas faltando 20 voltas para o fim, os mecânicos da equipe Mercedes colocaram os pneus dianteiros de Bottas no carro de Russell, fazendo com que ele tivesse que retornar aos boxes na volta seguinte para corrigir o erro. Ele então sofreu com um pneu furado dez voltas antes da chegada e foi forçado a ir para os boxes novamente. Russell terminou em nono lugar e ganhou seus primeiros três pontos no Campeonato Mundial, dois pontos para o nono e um para a volta mais rápida.
Retorno para Williams
Russell voltou para a Williams a tempo de treinar no Grande Prêmio de Abu Dhabi. Após o treino de sexta-feira, Russell disse que retornar à Williams para esta prova foi uma “sensação estranha”, tendo competido com o Mercedes mais veloz na semana anterior. Para o evento, Russell usou um capacete especial em homenagem a Frank Williams e Claire Williams, ambos os quais deixaram a Fórmula 1 após o Grande Prêmio da Itália de 2020. Russell classificou-se em 18.º, à frente de Pietro Fittipaldi e do companheiro de equipe Nicholas Latifi, depois de enfrentar dificuldades na administração dos pneus durante a sessão, e acabou por terminar a corrida em 15.º.

#### Temporada 2021

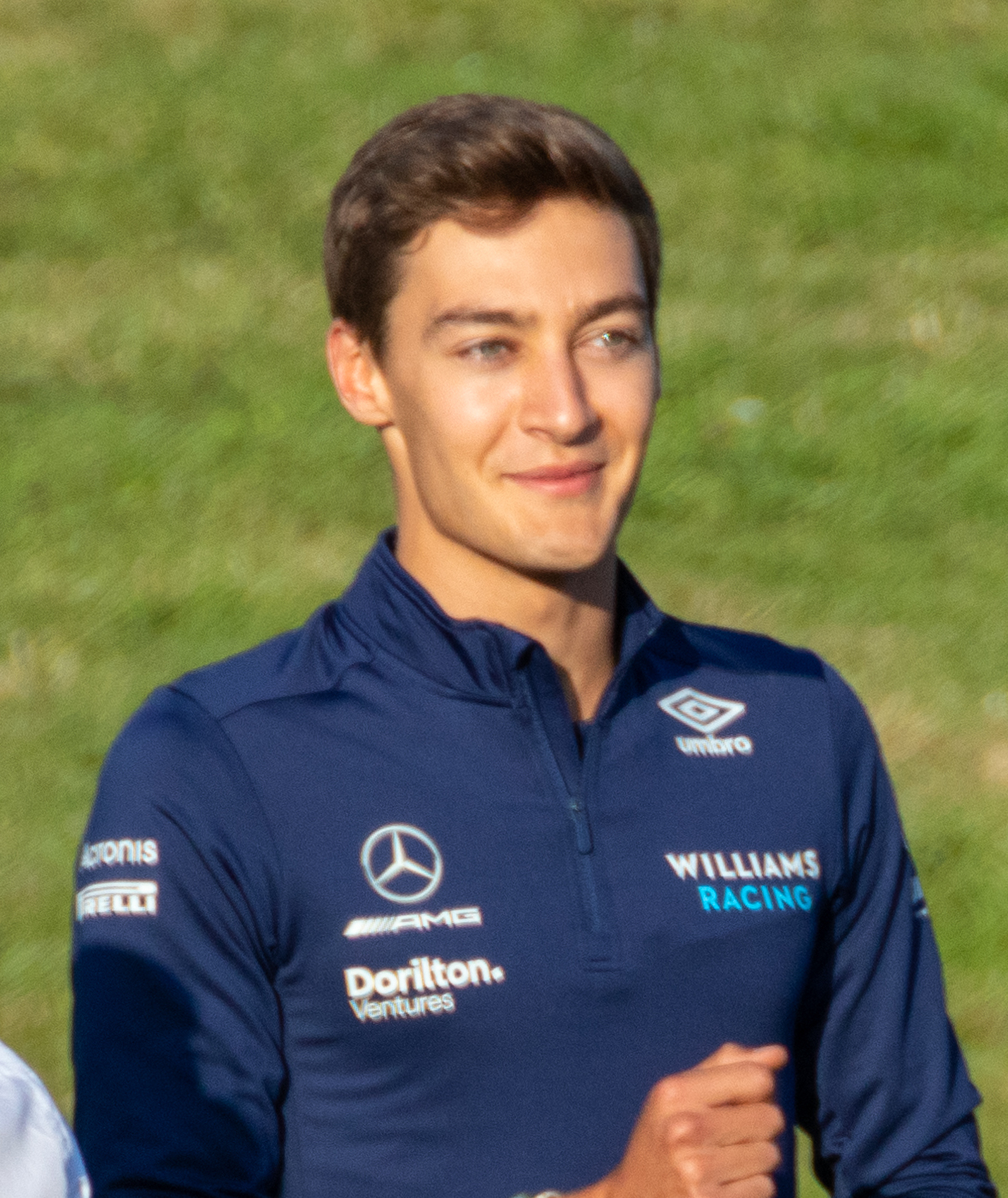
Russell em 2021

Para a temporada de 2021, Russell permaneceu na Williams ao lado de Nicholas Latifi. No Grande Prêmio da Emília-Romanha de 2021, ele colidiu com Valtteri Bottas durante uma tentativa de ultrapassagem na reta principal em direção à primeira curva do circuito de Ímola. Russell perdeu o controle de seu carro após dirigir em uma parte da grama molhada, a batida fez com que ambos os pilotos abandonassem a corrida e obrigou a direção de prova a acionar uma bandeira vermelha interrompendo a prova na volta 33. Embora Russell inicialmente culpasse Bottas pelo incidente acusando o motorista finlandês de “tentar matá-lo,” mais tarde, Russell retratou-se por suas afirmações e se desculpou com a equipe Williams, com Bottas e com todos aqueles que ele reconheceu ter “decepcionado.”

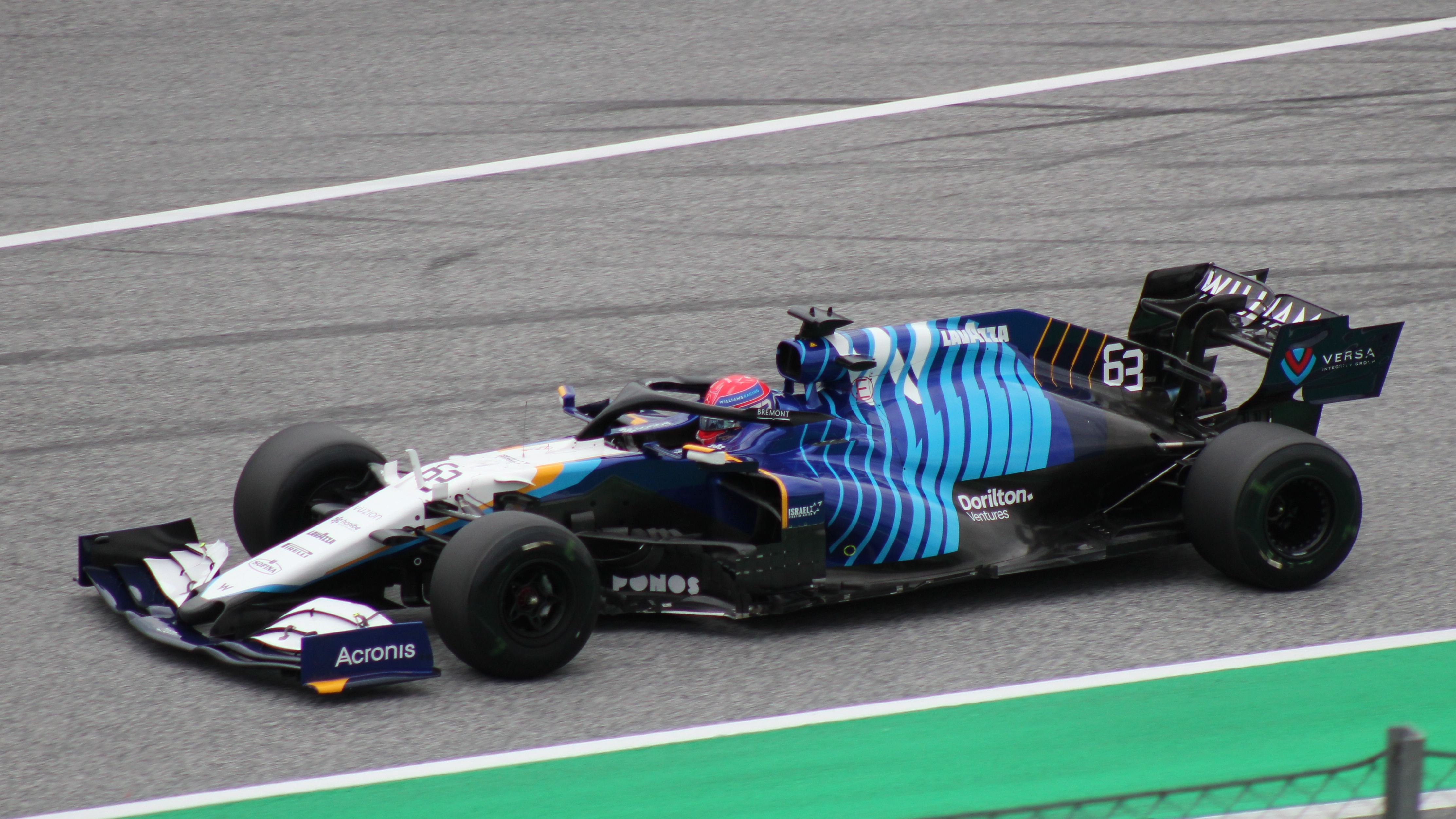
Russell no GP da Áustria de 2021

No Grande Prêmio da Hungria de 2021, Russell conseguiu conquistar seus primeiros pontos pela equipe Williams, terminando na nona posição na corrida, atrás de seu companheiro de equipe Latifi, após uma prova movimentada. Com a desclassificação do alemão Sebastian Vettel, da Aston Martin, Russell garantiu mais uma posição, conseguindo o oitavo lugar e 4 pontos conquistados.
Nas entrevistas pós corrida, Russell ficou bastante emocionado pelo seu resultado, e citou o grande trabalho da equipe e toda a persistência para conseguir colocar novamente a Williams "a grandes patamares".
No Grande Prêmio da Bélgica de 2021 que ficou marcado com a chuva que atrasou a corrida e, depois de completadas apenas 3 das 44 voltas programadas atrás do safety car, uma bandeira vermelha pôs fim à corrida, Russell conquistou seu primeiro pódio na Fórmula 1 após surpreender debaixo de chuva e obter o segundo lugar no grid de largada na classificação, no sábado.

### Mercedes (2022—)

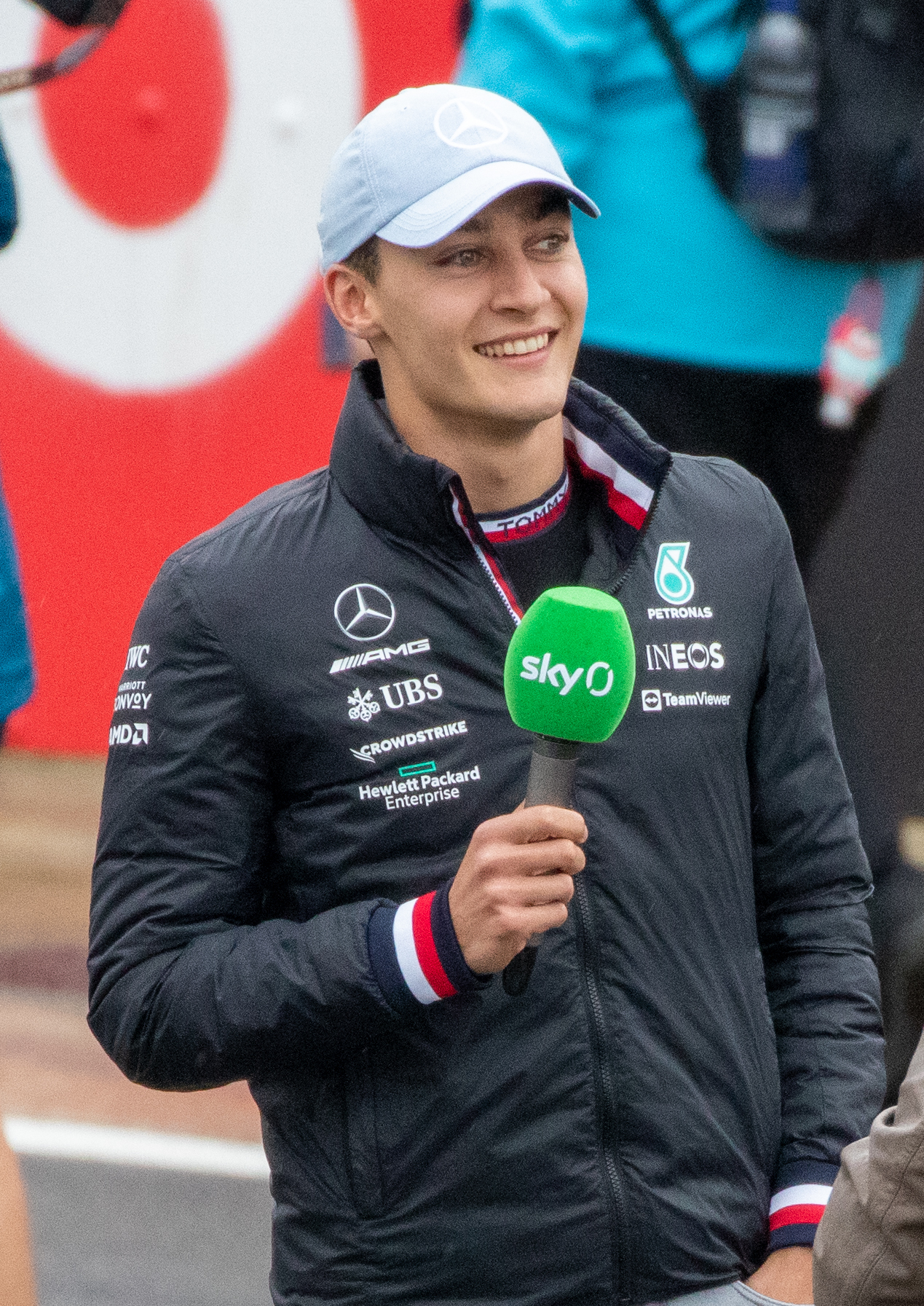
Russell em 2022

Em 7 de setembro de 2021, foi anunciado que George Russell se juntaria à equipe Mercedes para a temporada de 2022. Segundo a equipe, a contratação do piloto inclui um "acordo de longo prazo". Mas, posteriormente, foi divulgado que o contrato do britânico com a Mercedes é de apenas dois anos.
Antes do início da temporada de 2022, Russell optou por revisar radicalmente seu design de capacete, abandonando seu design de capacete anteriormente vermelho em favor de um design predominantemente preto com vermelho nas laterais apenas por respeito a Michael Schumacher.
George Russell conquistou a primeira pole position da sua carreira no Grande Prêmio da Hungria de 2022. No final da temporada de 2022, Russell conquistou a sua primeira vitória no Grande Prêmio de São Paulo, em Interlagos (Autódromo José Carlos Pace). Largando da primeira posição após vencer a Corrida Sprint, ele dominou grande parte da corrida e não deu chance a nenhum outro piloto. O seu companheiro de equipe, Lewis Hamilton, terminou em 2° lugar e concretizou, portanto, a primeira dobradinha da Mercedes na temporada de 2022.

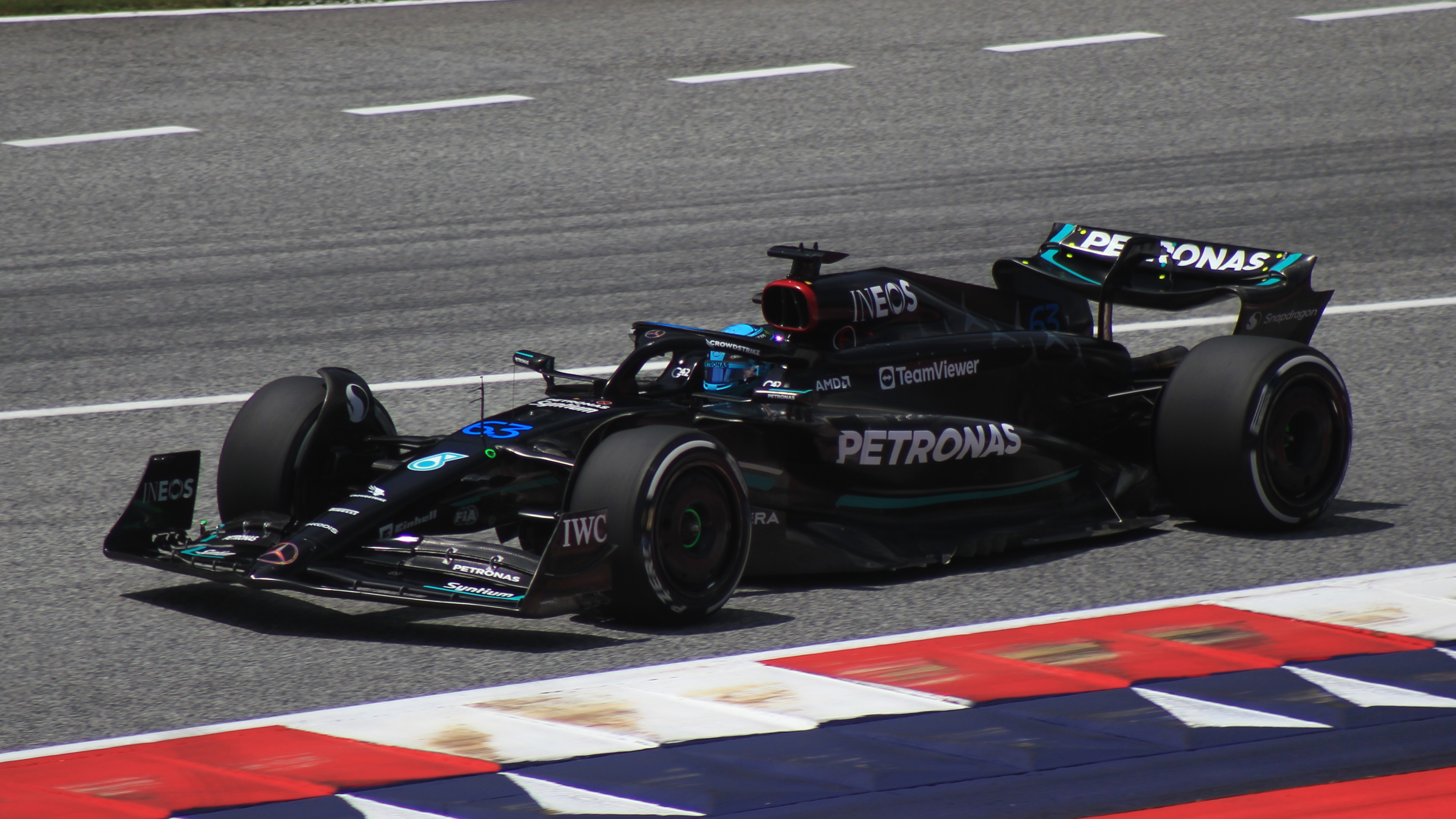
George Russell a bordo do W14 no Red Bull Ring em 2023

A Mercedes anunciou em 31 de agosto de 2023 a renovação de contrato de George Russell e Lewis Hamilton até o final da temporada de 2025. Contudo, em fevereiro de 2024, Hamilton anunciou sua transferência para a Ferrari, o que tornou Russell o único piloto com contrato vigente das Flechas de Prata. E nas palavras de seu chefe de equipe Toto Wolff, o jovem britânico possui "potencial de liderar a equipe" nas próximas temporadas.
Em 2024, Russell conquistou o Troféu Lorenzo Bandini por conta de sua atuação pela Mercedes. Nesse ano, Russell vem tendo uma temporada sólida, pontuando regularmente pela equipe alemã e sendo superior a Hamilton na maioria das classificações, a ponto do próprio heptacampeão afirmar que não vai superar o jovem compatriota nos qualys em 2024.
Na classificação do Grande Prêmio do Canadá, um inusitado incidente aconteceu: Russell e Verstappen marcaram tempos idênticos: 1:12.000. Foi o melhor tempo do Q3, mas como Russell foi o primeiro a alcançar essa marca, ele foi o pole position da corrida. Foi a primeira vez que isso aconteceu na F1 desde 1997, quando Jacques Villeneuve, Michael Schumacher e Heinz-Harald Frentzen marcaram o mesmo tempo na disputa pela pole do GP da Europa. Russell chegou a ter esperanças de vencer a corrida, por conta do ótimo desempenho dos dois carros da Mercedes nos treinos. Mas no domingo, ele cometeu erros que lhe impediram de vencer, embora tenha conquistado o primeiro pódio da Mercedes no ano.

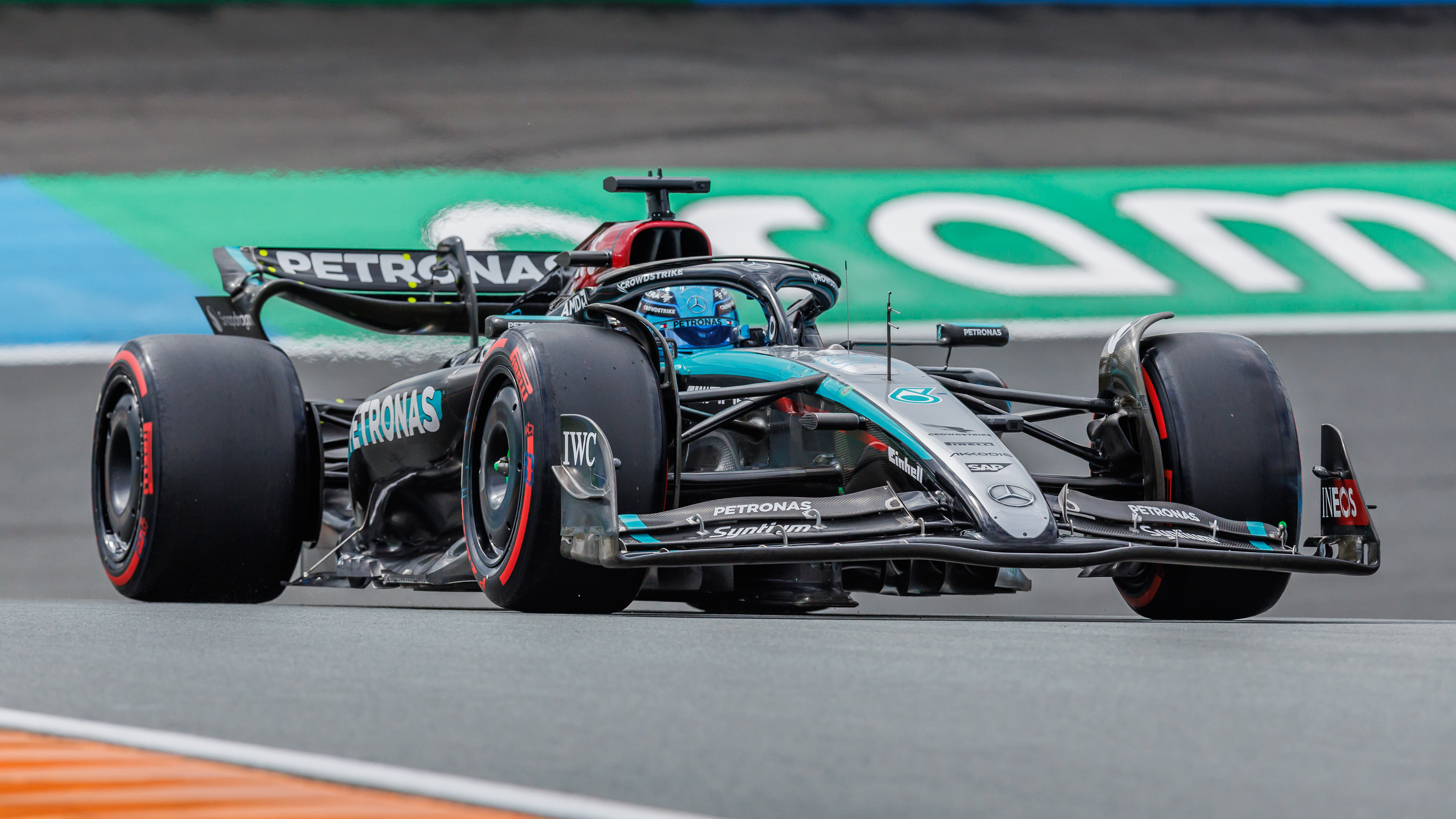
Russell pilotando o W15 no GP da Holanda de 2024

O Grande Prêmio da Áustria marcou a primeira vitória dele e da equipe Mercedes no ano. Ela foi conquistada após um polêmico incidente entre Max Verstappen, da Red Bull, e Lando Norris, da McLaren, que brigavam pela ponta. Com essa vitória, a Mercedes encerrou um longo jejum que durava 595 dias, indo desde a vitória no GP do Brasil de 2022, obtida pelo próprio Russell.
No Grande Prêmio da Bélgica, Russell venceria pela terceira vez na Fórmula 1. Contudo, em uma vistoria feita após a prova, constatou-se que sua Mercedes estava 1,5 kg abaixo do peso mínimo determinado pelo regulamento, sendo desclassificado e, por consequência disso, Lewis Hamilton, que originalmente chegou em segundo, foi declarado o vencedor.
Mas a terceira vitória de Russel logo viria na etapa de Las Vegas, mesma corrida que coroou Max Verstappen como tetracampeão mundial. Russell fez a pole e controlou a corrida até a linha de chegada. Ele finalizou a temporada em sexto, superando seu companheiro Lewis Hamilton nas classificações (24 x 6 para Russell, incluindo as sprints), e em pontos, fazendo vinte e dois a mais do que o heptacampeão e ficando uma posição acima dele no mundial de pilotos. Porém, Russell quis evitar comparações, afirmando que seu bom desempenho em 2024 se deveu ao seu psicológico mais fortalecido. Ao final da temporada, ele se despediu de Hamilton, que assinou com a Ferrari para 2025. Russell e a Mercedes fizeram várias homenagens a Hamilton, com o #63 usando um design especial em seu capacete que mostrava o desenho dele e de Hamilton. Ao final da temporada, ele ressaltou as lições que aprendeu com o veterano, relembrando a admiração que ele sentia por Hamilton desde a infância e afirmando que ele era um "exemplo".
No entanto, a reta final da temporada 2024 também foi marcada pela polêmica envolvendo Russell e Verstappen. Na classificação do GP do Catar, Verstappen foi punido por atrapalhar Russell, que alegou que vinha em volta rápida. Mas o neerlandês se revoltou com a punição e com o comportamento de Russell perante os comissários, alegando que o britânico era "mentiroso", tinha distorcido os fatos para manipular os comissários e desfavorecê-lo e que tinha "perdido o respeito" por ele. Russell respondeu revelando que Verstappen ameaçado bater nele de propósito. Christian Horner saiu em defesa de Verstappen, tachando Russell de "histérico", e o tetracampeão neerlandês seguiu com os ataques, dizendo que Russell era "traidor", "perdedor", e que ele, Verstappen, tinha "rido por último", por ter vencido a prova do Catar. Mas a rusga se dissipou conforme a temporada foi chegando ao fim.
Em 2025, Russell passa a ter a companhia do jovem italiano Andrea Kimi Antonelli, que vem da Fórmula 2. O britânico conquistou pódios nas duas primeiras rodadas do ano, com dois terceiros lugares na Austrália e na China, e no Barém, chegou em segundo.

## Vida pessoal
Russell nasceu em King's Lynn, Norfolk, sendo o filho mais novo de Steve, um empresário do ramo de sementes, e de sua mãe Alison. Ele tem dois irmãos mais velhos: Cara e Benjy. Russell começou a praticar o kart aos 7 anos, tendo passado grande parte do seu tempo nas pistas de kart e com o seu irmão Benjy, que também estava envolvido no karting competitivo. Crescendo em Wisbech, Cambridgeshire, Russell foi educado na Wisbech Grammar School, antes de se mudar para Milton Keynes aos 18 anos para estar mais perto de suas equipes de corrida.
Assim como seu pai, ele é fã do Clube de futebol Wolverhampton Wanderers.
Entre 2017 e 2020, Russell namorou Seychelle de Vries, irmã do piloto da Fórmula E Nyck de Vries, com quem tinha amizade. Atualmente, ele namora Carmen Montero Mundt, espanhola que trabalha com gestão de finanças e reside em Londres. O relacionamento foi tornado público durante o GP da Toscana de 2020.
Russell mantém amizade com os também pilotos da F1 Charles Leclerc, Alexander Albon e Lando Norris, dos quais era próximo desde os tempos do kart, além do tenista Novak Djokovic, que segundo o automobilista, o inspira a aprender mais.

## Registros na carreira

### Sumário
| Temporada | Categoria                   | Equipe                        | Corridas | Vitórias | Poles | V.M.R. | Pódios | Pontos | Class. |
| --------- | --------------------------- | ----------------------------- | -------- | -------- | ----- | ------ | ------ | ------ | ------ |
| 2014      | Fórmula 4 BRDC              | Lanan Racing                  | 24       | 5        | 3     | 4      | 11     | 483    | 1.º    |
| 2014      | Fórmula Renault 2.0 Alpes   | Koiranen GP                   | 12       | 0        | 0     | 0      | 1      | 123    | 4.º    |
| 2014      | Eurocopa de Fórmula Renault | Koiranen GP                   | 2        | 0        | 0     | 0      | 0      | 0      | NC     |
| 2014      | Eurocopa de Fórmula Renault | Tech 1 Racing                 | 2        | 1        | 1     | 1      | 1      | 0      | NC     |
| 2015      | Fórmula 3 Europeia          | Carlin                        | 33       | 1        | 0     | 0      | 3      | 203    | 6.º    |
| 2015      | Masters of Formula 3        | Carlin                        | 1        | 0        | 0     | 0      | 1      | N/A    | 2.º    |
| 2016      | Fórmula 3 Europeia          | HitechGP                      | 30       | 2        | 3     | 3      | 10     | 264    | 3.º    |
| 2016      | Grande Prémio de Macau      | HitechGP                      | 1        | 0        | 1     | 0      | 0      | N/A    | 7.º    |
| 2017      | GP3 Series                  | ART Grand Prix                | 15       | 4        | 4     | 5      | 7      | 220    | 1.º    |
| 2018      | Fórmula 2                   | ART Grand Prix                | 24       | 7        | 5     | 6      | 11     | 287    | 1.º    |
| 2019      | Fórmula 1                   | ROKiT Williams Racing         | 21       | 0        | 0     | 0      | 0      | 0      | 20.º   |
| 2020      | Fórmula 1                   | Williams Racing               | 16       | 0        | 0     | 0      | 0      | 3      | 18.º   |
| 2020      | Fórmula 1                   | Mercedes-AMG Petronas F1 Team | 1        | 0        | 0     | 1      | 0      | 3      | 18.º   |
| 2021      | Fórmula 1                   | Williams Racing               | 22       | 0        | 0     | 0      | 1      | 16     | 15.º   |
| 2022      | Fórmula 1                   | Mercedes-AMG Petronas F1 Team | 22       | 1        | 1     | 4      | 8      | 265    | 4.º    |
| 2023      | Fórmula 1                   | Mercedes-AMG Petronas F1 Team | 22       | 0        | 0     | 1      | 2      | 175    | 8.º    |
| 2024      | Fórmula 1                   | Mercedes-AMG Petronas F1 Team | 24       | 2        | 4     | 2      | 4      | 245    | 6.º    |
| 2025      | Fórmula 1                   | Mercedes-AMG Petronas F1 Team | 9        | 0        | 1     | 0      | 4      | 111    | 4.º    |

### Resultados na GP3 Series
Legenda: (Corridas em negrito indicam pole position); (Corridas em itálico indicam volta mais rápida)
| Ano  | Equipe         | 1         | 2         | 3         | 4         | 5         | 6         | 7           | 8          | 9         | 10        | 11        | 12        | 13        | 14        | 15        | 16        | Pos. | Pts. |
| ---- | -------------- | --------- | --------- | --------- | --------- | --------- | --------- | ----------- | ---------- | --------- | --------- | --------- | --------- | --------- | --------- | --------- | --------- | ---- | ---- |
| 2017 | ART Grand Prix | CAT FEA 4 | CAT SPR 5 | RBR FEA 1 | RBR SPR 6 | SIL FEA 1 | SIL SPR 4 | HUN FEA DNS | HUN SPR 11 | SPA FEA 1 | SPA SPR 2 | MNZ FEA 1 | MNZ SPR C | JER FEA 2 | JER SPR 4 | YMC FEA 2 | YMC SPR 4 | 1.º  | 220  |

### Resultados na Fórmula 2
Legenda: (Corridas em negrito indicam pole position); (Corridas em itálico indicam volta mais rápida)
| Ano  | Equipe         | 1         | 2          | 3          | 4         | 5         | 6         | 7           | 8           | 9         | 10         | 11        | 12        | 13        | 14        | 15          | 16        | 17        | 18        | 19        | 20        | 21        | 22        | 23        | 24        | Pos. | Pts. |
| ---- | -------------- | --------- | ---------- | ---------- | --------- | --------- | --------- | ----------- | ----------- | --------- | ---------- | --------- | --------- | --------- | --------- | ----------- | --------- | --------- | --------- | --------- | --------- | --------- | --------- | --------- | --------- | ---- | ---- |
| 2018 | ART Grand Prix | BHR FEA 5 | BHR SPR 19 | BAK FEA 12 | BAK SPR 1 | CAT FEA 1 | CAT SPR 4 | MON FEA Ret | MON SPR Ret | LEC FEA 1 | LEC SPR 17 | RBR FEA 1 | RBR SPR 2 | SIL FEA 2 | SIL SPR 2 | HUN FEA Ret | HUN SPR 8 | SPA FEA 3 | SPA SPR 7 | MNZ FEA 4 | MNZ SPR 1 | SOC FEA 4 | SOC SPR 1 | YMC FEA 1 | YMC SPR 4 | 1.º  | 287  |

### Resultados completos na Fórmula 1
Legenda: (Corridas em negrito indicam pole position); (Corridas em itálico indicam volta mais rápida)
| Ano  | Equipe                        | Chassis             | Motor                                   | 1       | 2       | 3       | 4      | 5      | 6       | 7       | 8       | 9      | 10      | 11      | 12      | 13      | 14      | 15      | 16      | 17     | 18     | 19     | 20       | 21      | 22      | 23     | 24    | Pos. | Pts. |
| ---- | ----------------------------- | ------------------- | --------------------------------------- | ------- | ------- | ------- | ------ | ------ | ------- | ------- | ------- | ------ | ------- | ------- | ------- | ------- | ------- | ------- | ------- | ------ | ------ | ------ | -------- | ------- | ------- | ------ | ----- | ---- | ---- |
| 2017 | Sahara Force India F1 Team    | Force India VJM10   | Mercedes F1 M08 EQ Power+ 1.6 V6 t      | AUS     | CHN     | BHR     | RUS    | ESP    | MON     | CAN     | AZE     | AUT    | GBR     | HUN     | BEL     | ITA     | SIN     | MAL     | JPN     | EUA    | MEX    | BRA TD | ABU TD   |         |         |        |       | –    | –    |
| 2019 | ROKiT Williams Racing         | Williams FW42       | Mercedes F1 M10 EQ Power+ 1.6 V6 t      | AUS 16  | BHR 15  | CHN 16  | AZE 15 | ESP 17 | MON 15  | CAN 16  | FRA 19  | AUT 18 | GBR 14  | GER 11  | HUN 16  | BEL 15  | ITA 14  | SIN Ret | RUS Ret | JPN 16 | MEX 16 | USA 17 | BRA 12   | ABU 17  |         |        |       | 20º  | 0    |
| 2020 | Williams Racing               | Williams FW43       | Mercedes F1 M11 EQ Performance 1.6 V6 t | AUT Ret | EST 16  | HUN 18  | GBR 12 | 70 18  | ESP 17  | BEL Ret | ITA 14  | TOS 11 | RUS 18  | EIF Ret | POR 14  | EMI Ret | TUR 16  | BAR 12  |         | ABU 15 |        |        |          |         |         |        |       | 18º  | 3    |
| 2020 | Mercedes-AMG Petronas F1 Team | Mercedes AMG F1 W11 | Mercedes F1 M11 EQ Performance 1.6 V6 t |         |         |         |        |        |         |         |         |        |         |         |         |         |         |         | SKR 9   |        |        |        |          |         |         |        |       | 18º  | 3    |
| 2021 | Williams Racing               | Williams FW43B      | Mercedes F1 M12 E Performance 1.6 V6 t  | BAR 14  | EMI Ret | POR 16  | ESP 14 | MON 14 | AZE 17† | FRA 12  | EST Ret | AUT 11 | GBR 12  | HUN 8   | BEL 2   | PBS 17† | ITA 9   | RUS 10  | TUR 15  | EUA 14 | CMX 16 | SAO 13 | CAT 17   | ARA Ret | ABU Ret |        |       | 15º  | 3    |
| 2022 | Mercedes-AMG Petronas F1 Team | Mercedes-AMG F1 W13 | Mercedes F1 M13 E Performance 1.6 V6 t  | BAR 4   | ARA 5   | AUS 3   | EMI 4  | MIA 5  | ESP 3   | MON 5   | AZE 3   | CAN 4  | GBR Ret | AUT 4   | FRA 3   | HUN 3   | BEL 4   | PBS 2   | ITA 3   | SIN 14 | JAP 8  | EUA 5  | CMX 4    | SAO 1   | ABU 5   |        |       | 4º   | 275  |
| 2023 | Mercedes-AMG Petronas F1 Team | Mercedes-AMG F1 W14 | Mercedes-AMG M14 E Performance 1.6 V6 t | BHR 7   | SAU 4   | AUS Ret | AZE 84 | MIA 4  | MON 5   | ESP 3   | CAN Ret | AUT 78 | GBR 5   | HUN 6   | BEL 68  | NED 17  | ITA 5   | SIN 16† | JPN 7   | QAT 4  | USA 58 | MXC 6  | SAP Ret4 | LAS 8   | ABU 3   |        |       | 8º   | 175  |
| 2024 | Mercedes-AMG Petronas F1 Team | Mercedes-AMG F1 W15 | Mercedes-AMG M15 E Performance 1.6 V6 t | BHR 5   | SAU 6   | AUS 17† | JPN 7  | CHN 68 | MIA 8   | EMI 7   | MON 5   | CAN 3  | ESP 4   | AUT 14  | GBR Ret | HUN 8   | BEL DSQ | NED 7   | ITA 7   | AZE 3  | SIN 4  | USA 65 | MXC 5    | SAP 46  | LAS 1   | QAT 43 | ABU 5 | 6º   | 192  |
| 2025 | Mercedes-AMG Petronas F1 Team | Mercedes-AMG F1 W16 | Mercedes-AMG                            | AUS 3   | CHN 34  | JPN 5   | BHR 2  | SAU 5  | MIA 34  | EMI 7   | MON 11  | ESP 4  | CAN 1   | AUT 5   | GBR 10  |         | HUN 3   | NED     | ITA     | AZE    | SIN    | USA    | MXC      | SAP     | LAS     | QAT    | ABU   | 3º*  | 172* |

‡ Metade dos pontos são atribuídos quando menos de 75% da distância da corrida foi concluída.
† Não terminou, mas foi classificado, pois completou mais de 90% da distância da prova.
* Temporada em andamento.

## Prêmios, homenagens e outras honras
- 2014: Vencedor do Autosport BRDC Award (prêmio criado em 1989 para recompensar e reconhecer jovens pilotos do Reino Unido)[12]
- 2016: Vencedor do Troféu Spencer Charrington (premia o piloto britânico mais bem colocado no Campeonato Europeu de Fórmula 3 da FIA)[137]
- 2024: Vencedor do Troféu Lorenzo Bandini (premia jovens pilotos promissores que se destacaram no ano anterior, independentemente de seus resultados)[113]